# Virginia Beach Mariners
El Virginia Beach Mariners fue un equipo de fútbol de los Estados Unidos que jugó en la USL First Division, la desaparecida segunda liga de fútbol en importancia del país.

## Historia
Fue fundado en el año 1994 en la ciudad de Virginia Beach, Virginia con el nombre Hampton Roads Hurricanes, aunque un año más tarde lo cambiaron por Hampton Roads Mariners hasta que en el 2003 lo cambiaron por su nombre más reciente.
En 1999 se unieron a la USL A-League, en la cual estuvieron por 5 temporadas excepto la del 2001 por no participación en la misma luego de formar parte de la USISL. En 2005 se unieron a la USL First Division y un año más tarde crearon a su equipo filial en la USL Premier Development League llamado Virginia Beach Submariners.
El 30 de marzo del 2007 el club desaparece debido a que fue adquirido por los dueños del Hampton Roads Piranhas del fútbol femenil, que también se hicieron del equipo filial y lo absorbieron para crear el Hampton Roadas Piranhas de la Premier Development League.

## Temporadas
| Temporada | Liga                | Temporada Regular  | Playoffs             | US Open Cup  |         |
| --------- | ------------------- | ------------------ | -------------------- | ------------ | ------- |
| 1994      | USISL               | 5º, Atlantic       | Semifinal Divisional | No participó |         |
| 1995      | USISL Pro League    | 5º, Atlantic       | Semifinal Divisional | No clasificó |         |
| 1996      | USISL Select League | 3º, South Atlantic | Selectos 6           | No clasificó |         |
| 1997      | No jugó             | No jugó            | No jugó              | No jugó      |         |
| 1998      | USISL A-League      | 3º, Atlantic       | 1/4 de Conferencia   | 3.ª Ronda    |         |
| 1999      | USL A-League        | 6º, Atlantic       | No clasificó         | No clasificó |         |
| 2000      | USL A-League        | 4º, Atlantic       | 1/4 de Conferencia   | 3.ª Ronda    |         |
| 2001      | No jugó             | No jugó            | No jugó              | No jugó      | No jugó |
| 2002      | USL A-League        | 5º, Southeast      | No clasificó         | 3.ª ronda    |         |
| 2003      | USL A-League        | 2º, Southeast      | Final Divisional     | 4.ª Ronda    |         |
| 2004      | USL A-League        | 6º, Eastern        | No clasificó         | 3.ª Ronda    |         |
| 2005      | USL First Division  | 11º                | No clasificó         | 2.ª Ronda    |         |
| 2006      | USL First Division  | 9º                 | No clasificó         | 3.ª Ronda    |         |

## Entrenadores
- Shawn McDonald (1996-2005)
- Jay Hoffman (2005-2006)

## Jugadores

### Jugadores destacados
- Jim Foley (1995)
- Jon Busch (1998–2000)
- Roy Lassiter (2003)
- Darren Caskey (2005–06)[1]
- Cornelius Huggins
- Mike Kirmse (2004)
- Richard Logan
- Shane McFaul (2006)
- Darin Lewis (2002)
- Darren Warham (2002)
- Joe Herrmann (1994-2000)